# Hagberg (släkt)
Hagberg är en svensk släkt härstammande från Per Hagberg (1720–1796), arrendator av Visteby kvarn i Uppland.
Per Hagbergs sonson, professorn och överhovpredikanten Carl Peter Hagberg (1778–1841), blev i sin tur far till professorn och Shakespeareöversättaren Carl August Hagberg (1810–1864), översten Eric Hjalmar Hagberg (1816–1892) och författaren Jakob Teodor Hagberg (1825–1893). Den sistnämnde blev far till Augusta Hagberg (1863–1939) och Karl August Hagberg (1865–1944), båda journalister och översättare, samt till folkminnesforskaren Louise Hagberg (1868–1944).